# Sebastián Herrera
Sebastián Esteban Herrera Kratzborn (Vitacura, 1º novembre 1997) è un cestista cileno con cittadinanza tedesca.

## Palmarès
- Coppa di Francia: 1

Paris: 2024-2025
- Leaders Cup: 1

Paris: 2024
- Basketball Champions League: 1

Bonn: 2022-23
- Eurocup: 1

Paris: 2023-2024